# Grzybowszczyzna (rejon oszmiański)
Grzybowszczyzna (biał. Грыбаўшчына; ros. Грибовщина) − wieś na Białorusi, w obwodzie grodzieńskim, w rejonie oszmiańskim, w sielsowiecie Nowosiółki.

## Historia
W czasach zaborów wieś i osada w gminie Kucewicze, w powiecie oszmiańskim, w guberni wileńskiej Imperium Rosyjskiego. W 1866 roku wieś liczyła 21 dusz rewizyjnych, należała do dóbr Mostwiliszki. W 1905 roku wieś liczyła 48 mieszkańców, 70 dziesięcin; osada liczyła 3 mieszkańców, 1 dziesięcinę, należała do Szczęsnowicza.
W latach 1921–1945 wieś leżała w Polsce, w województwie wileńskim, w powiecie oszmiańskim, w gminie Kucewicze.
W 1931 wieś w 8 domach zamieszkiwały 44 osoby.
Wierni należeli do parafii rzymskokatolickiej w Oszmianie. Miejscowość podlegała pod Sąd Grodzki w Oszmianie i Okręgowy w Wilnie; właściwy urząd pocztowy mieścił się w Oszmianie.
Po II wojnie światowej w granicach Związku Sowieckiego. Od 1991 w niepodległej Białorusi.